# Stia
Stia è una frazione del comune sparso di Pratovecchio Stia. Nel 2011 il suo territorio comunale contava 2 990 abitanti. Dal 1º gennaio 2014 il comune di Stia è stato oggetto di una fusione amministrativa con il comune di Pratovecchio, con la conseguente nascita del comune di Pratovecchio Stia.

## Geografia fisica

### Territorio
Il nucleo principale del centro abitato sorge alla confluenza del torrente Staggia con il fiume Arno.

### Clima
- Classificazione sismica: zona 2 (sismicità medio-alta), Ordinanza PCM 3274 del 20/03/2003
- Classificazione climatica: zona E, 2264 GR/G
- Diffusività atmosferica: media, Ibimet CNR 2002

## Storia
Nel Medioevo era denominata Palagio (dal ricco palazzo del conte Baldino del 1230), e fu residenza di un ramo dei conti Guidi. Nel 1402 passò a Firenze col nome di Palagio Fiorentino, usato fino al Settecento.

## Economia
Importante nell'economia locale è la produzione del panno casentino, per la fabbricazione del quale venne costruito e più volte ampliato un importante lanificio.
Dal 1976 si tiene a Stia la Biennale europea dell'arte fabbrile, alla quale si è successivamente aggiunto anche il Campionato del mondo di forgiatura.

### Simboli
Lo stemma comunale era stato concesso con regio decreto del 20 novembre 1881.
Il gonfalone era un drappo partito di bianco e di azzurro.

## Monumenti e luoghi d'interesse

### Architetture religiose
- Pieve di Santa Maria Assunta

- Oratorio della Madonna del Ponte, terminato nel 1775, conserva una terracotta invetriata con la Vergine con Bambino tra i Santi Rocco e Sebastiano di Santi Buglioni, del 1531.

- Santuario di Santa Maria delle Grazie
- Chiesa di Santa Cristina, a Papiano
- Chiesa di San Lorenzo, a Porciano
- Chiesa di Sant'Andrea Corsini a Gaviserri, eretta nel 1786, nel quale è un ciborio per oli sacri in pietra serena proveniente da un'altra chiesa della zona, attribuibile a Pasquino da Montepulciano e che reca la data 1483.[10]
- Chiesa dei Santi Primo e Feliciano a Vallucciole, con il sacrario delle vittime dell'eccidio di Vallucciole all'interno della chiesa[11]
- Oratorio di Santo Stefano a Tuleto
- Oratorio della Madonna della Pace
- Maestà di Montalto

### Architetture civili
- Palagio Fiorentino
- Castello di Porciano
- Castello di Urbech
- Ponte sul torrente Gravina
- Ponte sul torrente Genia presso località Le Molina
- Cimitero monumentale (Via Roma)
- Fontana (Piazza Tanucci)
- Ospedale dei Santi Jacopo e Filippo (Pescaia)
- Lanificio di Stia (sede del Museo dell'arte della lana)
- Ponte Canale sullo Staggia nelle vicinanze dell'abitato di Papiano

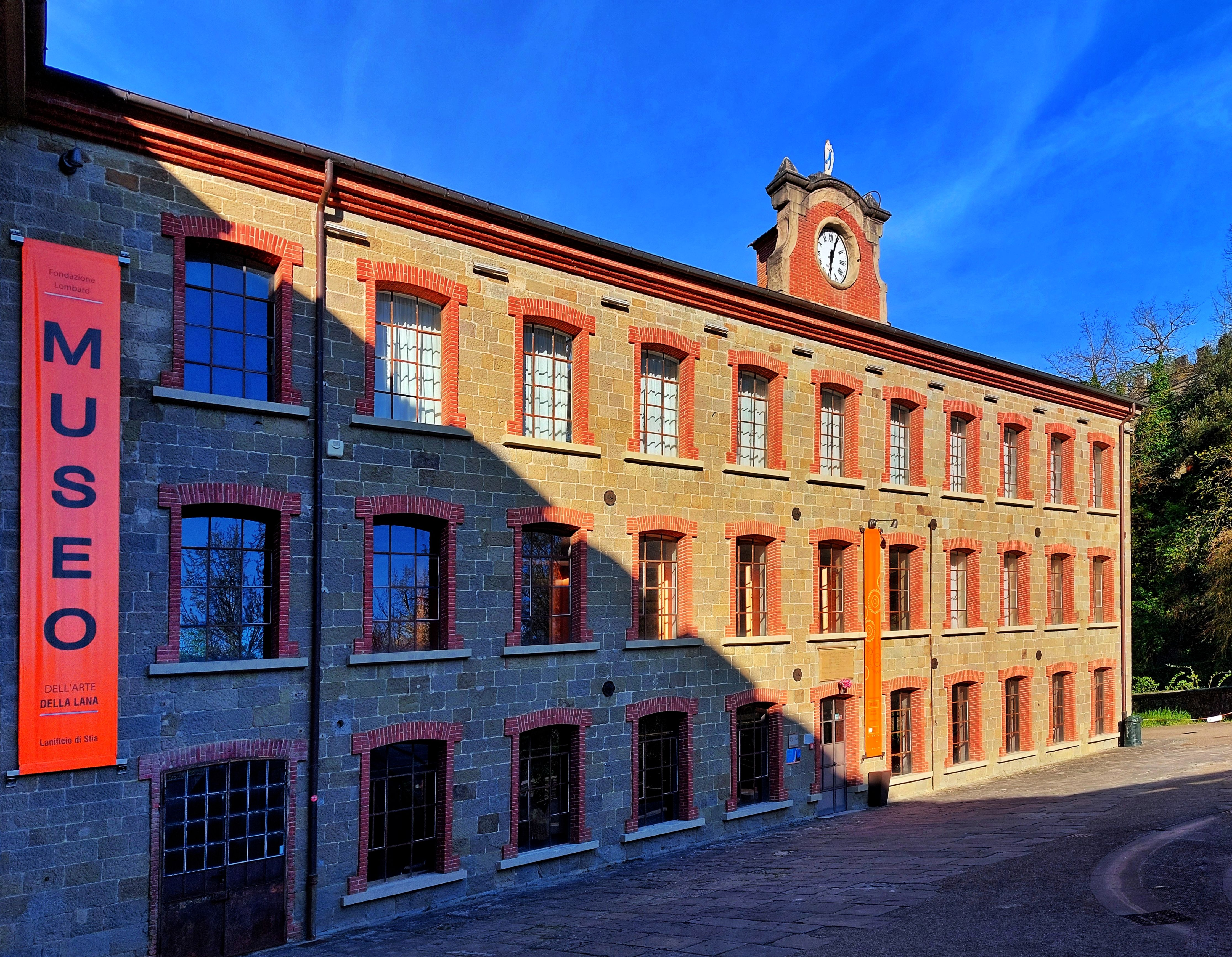
Museo dell’arte della lana

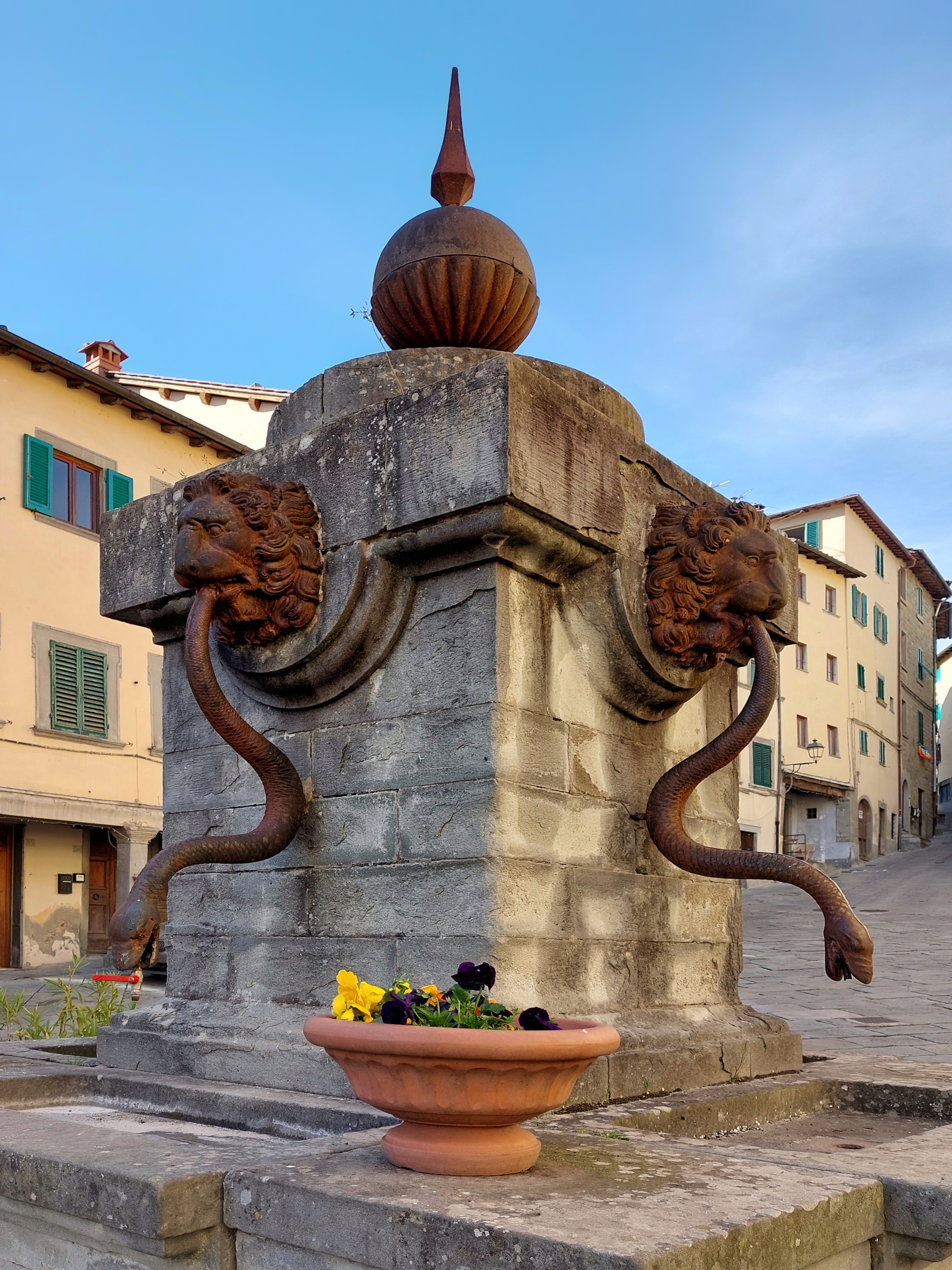
Fontana di Piazza Tanucci

## Società

Territorio dell'ex comune di Stia all'interno della provincia di Arezzo.

### Evoluzione demografica
Qui sono riportati gli abitanti del comune di Stia, che comprendeva anche le località di: Molin di Bucchio, Pratariccia, Moriccia, Palazzo, Papiano, Papiano Alto, Gaviserri, Porciano, Santa Maria alle Grazie, Serelli, Moiano, Vallucciole e Monte di Gianni
Abitanti censiti

### Etnie e minoranze straniere
Secondo i dati ISTAT al 31 dicembre 2009 la popolazione straniera residente era di 325 persone. Le nazionalità maggiormente rappresentate in base alla loro percentuale sul totale della popolazione residente erano:
 Romania 243 8,23%
 Macedonia del Nord 30 1,02%

## Cultura

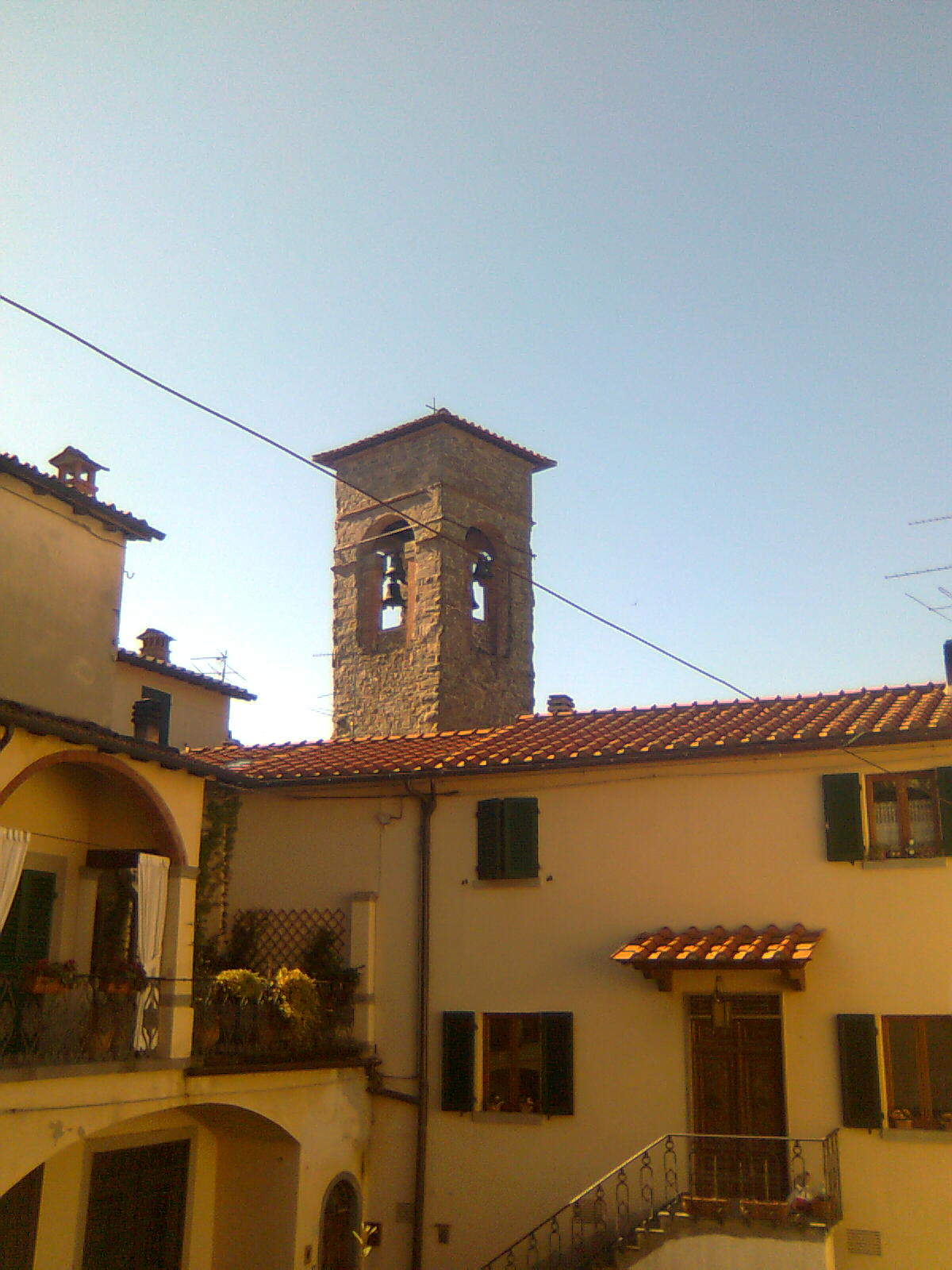
Il campanile della pieve di Santa Maria Assunta

### Musei
- Museo d'arte contemporanea (Palagio Fiorentino)
- Museo del bosco e della montagna (Museo dello sci)
- Porciano - Museo del Castello di Porciano
- Museo ornitologico "Carlo Beni"
- Museo dell'arte della lana - lanificio di Stia

### Cinema
- Il ciclone (1996), girato a Stia, Laterina e Poppi.

## Infrastrutture e trasporti

### Ferrovie
Stia è raggiungibile in treno attraverso la Ferrovia Casentinese, della quale rappresenta il capolinea terminale.

## Amministrazione
Di seguito è presentata una tabella relativa alle amministrazioni che si sono succedute in questo comune.
| Periodo        | Periodo         | Primo cittadino  | Partito                     | Carica  | Note   |
| -------------- | --------------- | ---------------- | --------------------------- | ------- | ------ |
| 8 agosto 1985  | 24 giugno 1990  | Angiolo Goretti  | Partito Comunista Italiano  | Sindaco | [ 13 ] |
| 24 giugno 1990 | 24 aprile 1995  | Paolo Caleri     | Partito Socialista Italiano | Sindaco | [ 13 ] |
| 24 aprile 1995 | 14 giugno 1999  | Roberto Frulloni | sinistra                    | Sindaco | [ 13 ] |
| 14 giugno 1999 | 14 giugno 2004  | Roberto Frulloni | centro-sinistra             | Sindaco | [ 13 ] |
| 14 giugno 2004 | 8 giugno 2009   | Luca Santini     | centro-sinistra             | Sindaco | [ 13 ] |
| 8 giugno 2009  | 1º gennaio 2014 | Luca Santini     | lista civica                | Sindaco | [ 13 ] |

### Gemellaggi
Stia è gemellata con:
- Kolbermoor
- Olbernhau
- Mynämäki
- Bad Hall
- Ybbsitz
- Oude Ijsselstreek